# Groupe de NGC 470
Le groupe de NGC 470 comprend au moins 17 galaxies situées dans la constellation des Poissons. La distance moyenne entre ce groupe et la Voie lactée est d'environ 30,8 Mpc (∼100 millions d'al). 

## Membres
Le tableau ci-dessous liste les treize galaxies qui sont indiquées dans l'article d'Abraham Mahtessian paru en 1998. À ces treize galaxies, s'ajoutent quatre petites galaxies qui font partie d'une liste de onze galaxies brillantes dans le domaine des rayons X rapporté dans un article de Chandreyee Sengupta et de Ramesh Balasubramanyam paru en 2006. Du groupe de NGC 470 de l'article d'Abraham Mahtessian, six galaxies font partie du groupe des galaxies brillantes dans le domaine des rayons X : NGC 489, NGC 502, NGC 516, NGC 518, NGC 524 et NGC 532.
A.M. Garcia mentionne aussi le groupe de NGC 470, mais avec seulement quatre galaxies. De ces quatre galaxies, UGC 957 ne fait pas partie des articles de Mahthessian et de Sengupta. Elle est dans la même région du ciel et à une distance semblable à celle du groupe. C'est la galaxie la plus pâle du groupe. 
| Nom          | Classification | Type                     | α (J2000.0)   | δ (J2000.0) | Vitesse radiale (km/s) | Magnitude apparente | Distance (Mpc) | Dimensions (kal) |
| ------------ | -------------- | ------------------------ | ------------- | ----------- | ---------------------- | ------------------- | -------------- | ---------------- |
| NGC 470      | SA0^0(s)       | Spirale                  | 01h 19m 44.8s | 03° 24′ 36″ | 2374 ± 3               | 11,8                | 30,4 ± 2,2     | 109              |
| NGC 474      | SAB(s)d        | Lenticulaire             | 01h 20m 06.7s | 03° 24′ 55″ | 2315 ± 5               | 11,5                | 29,5 ± 2,1     | 266              |
| NGC 485      | S              | Spirale                  | 01h 21m 27.6s | 07° 01′ 05″ | 2247 ± 2               | 13,2                | 28,5 ± 2,0     | 59               |
| NGC 488      | SA(r)b         | Spirale                  | 01h 21m 46.8s | 05° 15′ 24″ | 2272 ± 1               | 10,3                | 28,9 ± 2,1     | 165              |
| NGC 489      | Spirale (X)*   | 01h 21m 53.9s            | 09° 12′ 24″   | 2507 ± 1    | 12,7                   | 32,3 ± 2,3          | 77             |                  |
| NGC 502      | SA0^0(r)       | Lenticulaire (X)*        | 01h 22m 55.5s | 09° 02′ 57″ | 2524 ± 5               | 12,8                | 32,6 ± 2,3     | 49               |
| NGC 516      | S0             | Lenticulaire (X)*        | 01h 24m 08.1s | 09° 33′ 06″ | 2237 ± 5               | 13,1                | 31,3 ± 2,2     | 50               |
| NGC 518      | Sa?            | Spirale (X)*             | 01h 24m 17.6s | 09° 19′ 51″ | 2725 ± 7               | 13,3                | 35,6 ± 2,5     | 65               |
| NGC 520      | Sa/P           | Spirale particulière     | 01h 24m 35.1s | 03° 47′ 33″ | 2281 ± 3               | 11,4                | 29,1 ± 2,1     | 104              |
| NGC 522      | Sbc?           | Spirale                  | 01h 24m 45.8s | 09° 59′ 41″ | 2725 ± 3               | 12,9                | 35,6 ± 2,5     | 102              |
| NGC 524      | SA0^+(rs)      | Lenticulaire (X)*        | 01h 24m 47.7s | 09° 32′ 20″ | 2403 ± 5               | 10,2                | 30,9 ± 2,2     | 86               |
| NGC 525      | S0             | Lenticulaire             | 01h 24m 52.9s | 09° 42′ 12″ | 2139 ± 5               | 13,3                | 30,0 ± 1,9     | 47               |
| NGC 532      | Sab?           | Spirale (X)*             | 01h 25m 17.3s | 09° 15′ 51″ | 2361 ± 1               | 12,9                | 30,2 ± 2,1     | 85               |
| NGC 509      | S0?            | Lenticulaire (X)*        | 01h 23m 24.1s | 09° 26′ 01″ | 2261 ± 5               | 13,4                | 28,7 ± 2,0     | 50               |
| IC 101       | S?             | Spirale (X)*             | 01h 24m 08.5s | 09° 26′ 01″ | 2404 ± 1               | 14,0                | 30,9 ± 2,2     | 58               |
| IC 114       | S0             | Lenticulaire (X)*        | 01h 26m 22.6s | 09° 54′ 36″ | 2275 ± 1               | 14,2                | 30,0 ± 2,2     | 54               |
| CGCG 411-038 | SB0            | Lenticulaire (X)*        | 01h 22m 31.8s | 09° 16′ 53″ | 2636 ± 2               | 14,11               | 34,3 ± 2,4     | 22               |
| UGC 957      | Im?            | Irrégulière magellanique | 01h 24m 24.4s | 03° 52′ 56″ | 2149 ± 1               | 18                  | 27,1 ± 1,9     | 38               |

- (X) Galaxie brillante dans le domaine des rayons X[2].

Le site DeepskyLog permet de trouver aisément les constellations des galaxies mentionnées dans ce tableau ou si elles ne s'y trouvent pas, l'outil du site constellation permet de le faire à l'aide des coordonnées de la galaxie. Sauf indication contraire, les données proviennent du site NASA/IPAC.